# Hello! First Live at Shibuya Kohkaido
Albums de Morning Musume
First Time
(1998) Second Morning
(1999)
Vidéos par Morning Musume
Morning Musume Memory Seishun no Hikari
(1999)
Hello! First Live at Shibuya Kohkaido (ou First Live at Shibuya Kohkaido, en anglais sur la jaquette) est une vidéo musicale du groupe de J-pop Morning Musume, attribuée à Morning Musume & Michiyo Heike, la première d'un concert du groupe.

## Présentation
La vidéo sort d'abord aux formats VHS et Laserdisc le 12 décembre 1998 au Japon sous le label zetima, listée sous le titre First Live at Shibuya Kohkaido. Elle sera ré-éditée au format DVD le 4 décembre 2002 dans une version plus longue contenant deux pistes supplémentaires, et cette fois listée sous le titre Hello! First Live at Shibuya Kohkaido. Le DVD se classera 24e à l'Oricon, restant classé deux semaines.
Le concert a été filmé le 12 juillet 1998, en promotion du premier album de Morning Musume : First Time, dont huit des dix titres sont interprétés, incluant ceux des deux premiers singles du groupe. Est aussi invitée sur scène la chanteuse soliste Michiyo Heike, qui a débuté en même temps que le groupe et qui interprète deux de ses propres chansons : Get (de son premier single, aussi parue sur son premier album Teenage Dream), accompagnée par le groupe, et Daikirai (de son troisième single), en solo. L'une des membres du groupe, Yūko Nakazawa, qui venait de débuter en parallèle une carrière en solo, interprète également une de ses propres chansons en solo : Karasu no Nyōbō (de son premier single, qui figurera sur son premier album Nakazawa Yūko Dai Isshō). L'édition DVD contient deux chansons supplémentaires : en ouverture, Daite Hold On Me! (troisième single du groupe, alors inédit en album), et à la fin une chanson du mini-album Morning Cop - Daite Hold On Me! : Onegai Nail, interprétée sur scène comme sur le disque par Michiyo Heike et Morning Musume.
Membres du groupe
- 1re génération : Yuko Nakazawa, Aya Ishiguro, Kaori Iida, Natsumi Abe, Asuka Fukuda
- 2e génération : Kei Yasuda, Mari Yaguchi, Sayaka Ichii

## Liste des titres
| 1.  | Good Morning                                       | de l'album First Time                       |  |
| 2.  | Dō ni ka Shite Doyōbi (どうにかして土曜日)         | de l'album First Time                       |  |
| 3.  | Usotsuki Anta (ウソつきあんた)                     | de l'album First Time                       |  |
| 4.  | Get (GET) (par Michiyo Heike et Morning Musume)    | Single de l'album Teenage Dream de Heike    |  |
| 5.  | Daikirai (ダイキライ) (par Michiyo Heike)          | Single du 2e album à venir de Michiyo Heike |  |
| 6.  | Karasu no Nyōbō (カラスの女房) (par Yūko Nakazawa) | Single de l'album Nakazawa Yūko Dai Isshō   |  |
| 7.  | Morning Coffee (モーニングコーヒー)                | de l'album First Time                       |  |
| 8.  | Mirai no Tobira (未来の扉)                         | de l'album First Time                       |  |
| 9.  | Summer Night Town (サマーナイトタウン)             | de l'album First Time                       |  |
| 10. | Ai no Tane (愛の種)                                | de l'album First Time                       |  |
| 11. | Samishii Hi (さみしい日)                           | de l'album First Time                       |  |

| 1.  | Daite Hold On Me! (抱いて HOLD ON ME!)                             | de l'album alors à venir Second Morning     |  |
| 2.  | Good Morning                                                       | de l'album First Time                       |  |
| 3.  | Dō ni ka Shite Doyōbi (どうにかして土曜日)                         | de l'album First Time                       |  |
| 4.  | Usotsuki Anta (ウソつきあんた)                                     | de l'album First Time                       |  |
| 5.  | Get (GET) (par Michiyo Heike et Morning Musume)                    | Single de l'album Teenage Dream de Heike    |  |
| 6.  | Daikirai (ダイキライ) (par Michiyo Heike)                          | Single du 2e album à venir de Michiyo Heike |  |
| 7.  | Karasu no Nyōbō (カラスの女房) (par Yūko Nakazawa)                 | Single de l'album Nakazawa Yūko Dai Isshō   |  |
| 8.  | Morning Coffee (モーニングコーヒー)                                | de l'album First Time                       |  |
| 9.  | Mirai no Tobira (未来の扉)                                         | de l'album First Time                       |  |
| 10. | Summer Night Town (サマーナイトタウン)                             | de l'album First Time                       |  |
| 11. | Ai no Tane (愛の種)                                                | de l'album First Time                       |  |
| 12. | Samishii Hi (さみしい日)                                           | de l'album First Time                       |  |
| 13. | Onegai Nail (おねがいネイル) (par Michiyo Heike et Morning Musume) | de l'album Morning Cop - Daite Hold On Me!  |  |